# Malin Wengholm
Malin Elisabeth Wengholm, född 17 februari 1976 i Ransbergs församling i dåvarande Skaraborgs län, är en svensk politiker (moderat). Hon var från maj 2016 till december 2018 ordförande i regionstyrelsen i Region Jönköpings län och regionråd från 1 januari 2015 till 31 december 2022. 2019–2022 var hon regionråd i opposition och regionstyrelsens andre vice ordförande.
Hon var ordförande i tekniska nämnden i Värnamo kommun fram till 2010 och mellan 2010 och 2014 ledamot i landstingsfullmäktige i Jönköpings läns landsting, som uppgick i Region Jönköpings län efter 2014. Hon blev regionråd efter valet 2014 och var från januari 2015 till april 2016 ordförande i regionens Nämnd för Arbetsmarknad, Näringsliv och Attraktivitet (ANA).
Malin Wengholm växte upp i Tibro i Västra Götalands län (dåvarande Skaraborgs län). Hon har två döttrar. Hon är utbildad lärare i matematik och naturkunskap. År 1999 vann hon SM i Fitness.